# Janez Janša
Ivan Janša (Janez Ivan Janša, sinh ngày 11 tháng 9 năm 1958) được rửa tội và biết đến nhiều hơn với tên Janez Janša là một chính khách Slovenia. Ông là Thủ tướng Slovenia kể từ tháng 2 năm 2012. Ông từng là Thủ tướng Chính phủ giai đoạn 2004-2008, và đã lãnh đạo Đảng Dân chủ Slovenia từ năm 1993. Janša là Bộ trưởng Bộ Quốc phòng 1990-1994, giữ chức vụ này trong chiến tranh độc lập Slovenia (tháng 6 - tháng 7 năm 1991). Ngày 28 tháng 2 năm 2013, Quốc hội Slovenia đã bỏ phiếu bất tín nhiệm lật đổ Thủ tướng Janez Janša vì những cáo buộc tham nhũng
Quốc hội Slovenia đã bỏ phiếu bãi nhiệm Thủ tướng Janez Jansa theo đường lối bảo thủ của nước này sau khi các đảng nhỏ rời khỏi liên minh cầm quyền của thủ tướng.
Tháng 1 năm 2013, ông Jansa bị cơ quan giám sát chống tham nhũng của Slovenia cáo buộc gian lận thuế. Ông Jansa cũng bị phản đối vì triển khai nhiều biện pháp chi tiêu khắc khổ để chống lại cuộc khủng hoảng tài chính quốc gia của Slovenia. 
Quốc hội Slovenia đã đề nghị lãnh đạo đối lập Alenka Bratusek thành lập chính phủ mới.